# Tales of the Gold Monkey
Tales of the Gold Monkey es una serie de televisión de aventuras estadounidense, emitida por primera vez entre 1982 y 1983 por la cadena televisiva ABC. La serie tuvo una corta duración, con solo 21 episodios filmados en una única temporada. El título Tales of the Gold Monkey fue traducido en España como Cuentos del mono de oro y en Hispanoamérica como Leyendas del simio de oro.
Tales of the Gold Monkey presentaba algunos elementos característicos de la película Raiders of the Lost Ark, estrenada un año antes, en 1981, y cuyo éxito propició el rodaje de esta serie. Aunque en general la serie fue bien recibida tanto en Norteamérica como en el resto del mundo, no fue renovada porque se estimó que la audiencia obtenida no justificaba los altos costos de producción.
En 2012, Adam Reed basó en Tales of the Gold Monkey algunos argumentos de la tercera temporada de su serie de animación Archer. Reed ha afirmado que Tales of the Gold Monkey es uno de sus programas televisivos favoritos, para él uno de los mejores de todos los tiempos.

## Argumento
Ambientada en la isla ficticia de Bora Gora (Bora Bora) en el también ficticio archipiélago de Marivella, en 1938, se centra en las aventuras de Jake Cutter (Stephen Collins), piloto del Cutter's Goose (literalmente, el 'Ganso de Cutter', un hidroavión de transporte de mercancías), quien se ve envuelto en innumerables peripecias propiciadas por el ambiente prebélico del momento. 
Rescate de viajeros, contrabando o asuntos de espionaje son algunas de las contrariedades que debe sortear en los distintos episodios. Será ayudado por su amigo Corky (el mecánico del Cutter's Goose, interpretado por Jeff MacKay) y por la bella Sarah Stickney White (Caitlin O'Heaney), quien bajo la apariencia de una cantante es en realidad una espía estadounidense.

## Lista de episodios
| N.º | Título                              | Director             | Guionista                                                                  | Fecha de emisión         |
| --- | ----------------------------------- | -------------------- | -------------------------------------------------------------------------- | ------------------------ |
| 1   | Tales of the Gold Monkey (2 partes) | Ray Austin           | Donald P. Bellisario                                                       | 22 de septiembre de 1982 |
| 2   | Shanghaied                          | Alan J. Levi         | Donald P. Bellisario                                                       | 29 de septiembre de 1982 |
| 3   | Black Pearl                         | Victor Lobl          | Dennis Capps, George Geiger, Bob Foster, Paul Savage, Donald P. Bellisario | 13 de octubre de 1982    |
| 4   | Legends Are Forever                 | Virgil Vogel         | Milt Rosen, Reuben Leder, Donald P. Bellisario                             | 20 de octubre de 1982    |
| 5   | Escape From Death Island            | James Frawley        | Peter Elliot, Stephen Katz                                                 | 27 de octubre de 1982    |
| 6   | Trunk From the Past                 | Christian I. Nyby II | John Pashdag, Brady Westwater                                              | 3 de noviembre de 1982   |
| 7   | Once a Tiger...                     | Winrich Kolbe        | L. Ford Neal, John Huff                                                    | 17 de noviembre de 1982  |
| 8   | Honor Thy Brother                   | Mike Vejar           | Jeff Ray, Danny Lee Cole, Bill Driskill, George Geiger                     | 24 de noviembre de 1982  |
| 9   | The Lady and the Tiger              | Virgil Vogel         | Donald P. Bellisario                                                       | 8 de diciembre de 1982   |
| 10  | The Late Sarah White                | Harvey S. Laidman    | Mary Ann Kasica, Michael Scheff, Donald P. Bellisario, George Geiger       | 22 de diciembre de 1982  |
| 11  | The Sultan of Swat                  | Virgil Vogel         | David Brown                                                                | 5 de enero de 1983       |
| 12  | Ape Boy                             | Winrich Kolbe        | Andrew Schneider, Bill Driskill                                            | 12 de enero de 1983      |
| 13  | God Save the Queen                  | Virgil Vogel         | George Geiger                                                              | 19 de enero de 1983      |
| 14  | High Stakes Lady                    | James Frawley        | Bill Driskill                                                              | 26 de enero de 1983      |
| 15  | Force of Habit                      | Harvey S. Laidman    | Tom Greene                                                                 | 2 de febrero de 1983     |
| 16  | Cooked Goose                        | Donald A. Baer       | Jay Huguely                                                                | 4 de marzo de 1983       |
| 17  | Last Chance Louie                   | James Fargo          | Tom Greene, George Geiger                                                  | 11 de marzo de 1983      |
| 18  | Naka Jima Kill                      | Jack Whitman         | Andrew Schneider, Tom Greene                                               | 18 de marzo de 1983      |
| 19  | Boragora or Bust                    | Ivan Dixon           | George Geiger, Tom Greene                                                  | 25 de marzo de 1983      |
| 20  | A Distant Shout of Thunder          | James Fargo          | Tom Greene, George Geiger                                                  | 8 de abril de 1983       |
| 21  | Mourning Becomes Matuka             | David Jones          | Jay Huguely, Tom Greene, George Geiger                                     | 2 de junio de 1983       |

## Edición en DVD
Los derechos de la edición en DVD para Estados Unidos, Reino Unido y Australia pertenecen a Fabulous Films. Las fechas de estreno fueron 16 de noviembre de 2009 en R.U., 27 de noviembre de 2009 en Australia y 8 de junio de 2010 en EE. UU.